# Ординская
Орди́нская — пещера на юго-западной окраине села Орда Пермского края (Россия), на левом берегу реки Кунгур. Памятник природы Пермского края.

## Описание
Образовалась в гипсах и ангидритах пермского возраста. Состоит из «сухой» и подводной части. В настоящее время длина обследованных ходов пещеры составляет 4600 метров. Из них сухая часть пещеры занимает 300 метров, а оставшаяся часть — затоплена.
Вход в пещеру шириной 5 м и высотой 2 метра находится на южном крутом склоне Казаковской горы в карстовой воронке.
Начало пещеры — грот Кристальный. Его северо-западная часть занята озером Ледяным. Следующий грот — Ледяной дворец, в нём расположены озёра Главное и Теплое, являющиеся входами в подводную часть.
Основные галереи пещеры — Челябинский, Красноярский, Московский и Свердловский ходы, названные первооткрывателями в честь своих городов.
На сегодняшний день Ординская пещера является самой длинной обводнённой пещерой России. Кроме того, часть пещеры представляет собой самый длинный сифон на территории СНГ — 935 метров.

## История
Первое посещение пещеры совершил в январе 1993 года спелеолог из Перми А.Самовольников.
Исследование пещеры с 1993 года, топографическая съёмка подводной части.
В 2002 году началось освоение пещеры пермским дайв-центром «Наутилус» под руководством чемпиона мира по подводному плаванию Андрея Горбунова. Они развивали инфраструктуру, благоустраивали территорию над пещерой, вход в пещеру и площадку у Главного озера в гроте Ледяной Дворец, откуда совершаются погружения. Построили первую в России дайверскую базу, находящуюся в 50 м от входа в пещеру.
В феврале 2006 года в пещере побывала экспедиция всемирно известного британского спелеодайвера Мартина Фарра. Его поразили прозрачность воды и огромные объемы подводных галерей, по его словам, «сравнимых разве что с галереями некоторых известняковых подводных пещер Австралии».
В марте 2007 года Ординскую пещеру посетила один из самых опытных и авторитетных спелеодайверов в мире, кинопродюсер, писатель, фотограф Джил Хайнет (Jill Heinerth) из США.
В 2012 году российский подводный фотограф Виктор Лягушкин выпустил фотокнигу «Ординская пещера. Познание», за которую был удостоен национальной премии «Подводный мир» и гран-при фестиваля дайверов «Золотой дельфин». В декабре этого же года Виктор Лягушкин задумал и осуществил художественный проект «Хозяйка Орды». Фотомодель — двукратная чемпионка мира по фридайвингу Наталья Авсеенко — позировала под водой Ординской пещеры. Съёмка проводилась два дня на глубине 17 метров при температуре воды 5 градусов Цельсия. Фильм телеканала Russia Today об этом проекте был переведён на английский, французский, испанский и арабский языки.
17 декабря 2012 года в Ординской пещере 43-летний фридайвер Владимир Федоров из Ижевска поставил рекорд по плаванию на задержке дыхания. Он преодолел дистанцию в 100 метров за 2 минуты.
28 октября 2016 года в краеведческом музее поселка Орда открыта экспозиция о Ординской пещере.
В 2017 году японская телекомпания NHK сняла документальный фильм об Ординской пещере. Идея проекта принадлежала подводному видеооператору, кейв-дайверу, журналисту Сагаве Юкино. Для съемок из Японии в Пермский край было привезено более полутора тонн телевизионного оборудования. Съемочная бригада провела в полной темноте под водой в пещере (при температуре воздуха на поверхности −40 °C) более 50 часов. В съемочном процессе участвовало шесть человек с японской стороны, в том числе, четыре профессиональных дайвера, а также более 30 дайверов из разных городов России: Москвы, Екатеринбурга, Перми, Владимира, Йошкар-Олы и др..
В 2018 году за фото грота Ординской пещеры пермский дайвер Андрей Горбунов получил престижную награду Русского географического общества, победив в конкурсе «Самая красивая страна» в номинации «Пещеры».

## Оценка
Пещера занимает 21-е место по длине среди гипсовых пещер мира.

## Дайвинг
Ординская пещера привлекает дайверов со всего мира. Вода в пещере прозрачная, имеет температуру +4 °C. Встречаются небольшие рачки.
Пещера оборудована для проведения погружений. В галереях проложены ходовые концы и установлены знаки в соответствии с принятыми мировыми стандартами кейв-дайвинга.
Известно о нескольких случаях гибели дайверов в Ординской пещере в 2009 и 2013 годах.